# Internationale Katholische Esperanto-Vereinigung
Die Internationale Katholische Esperanto-Vereinigung (auf Esperanto: Internacia Katolika Unuiĝo Esperantista, IKUE) ist der 1910 gegründete weltweite Verband katholischer Esperanto-Sprecher. Sein Sitz befand sich anfangs in Paris, heute er sich in Rom.

## Aktivitäten
Die Vereinigung will mit Esperanto das Wort Gottes verbreiten und zugleich innerhalb der Kirche Verständigung über Grenzen hinweg praktizieren.
Die wichtigsten Aktivitäten des Verbands sind:

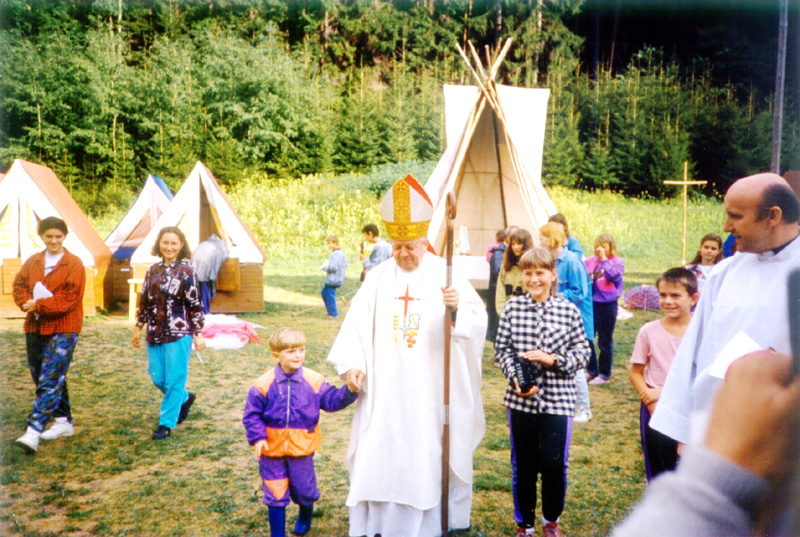
Katholisches Esperanto-Jugendzeltlager (mit Bischof K. Otčenášek)

- Angebot von Heiligen Messen und ökumenischen Gottesdiensten im Rahmen von Esperanto-Veranstaltungen
- Organisation eines jährlichen katholischen oder ökumenischen Esperanto-Kongresses
- Veranstaltung von katholischen und ökumenischen Esperanto-Jugendzeltlagern sowie von Esperanto-Bibelwochenenden
- Herausgabe der Zeitschrift Espero Katolika, die – abgesehen von den Zeiten des Ersten und Zweiten Weltkriegs – seit 1903 ununterbrochen erscheint
- Herausgabe und Verbreitung von Literatur (z. B., zusammen mit dem Internationalen Christlichen Esperanto-Bund, des 1472-seitigen ökumenischen Gebet- und Gesangbuchs „ADORU“ 2001 oder der Esperanto-Übersetzung der Enzyklika Deus caritas est 2006)
- Mitwirkung an den Esperanto-sprachigen Rundfunksendungen von Radio Vatikan
- Pflege von Kontakten zu Funktionsträgern in der katholischen Kirche (Lobbyismus)

## Geschichte

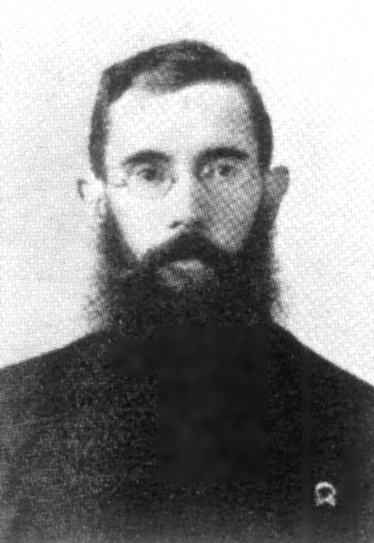
Émile Peltier

Die Gründung wurde von dem französischen Pfarrer Émile Peltier (1870–1909) initiiert, der 1902 mit Erlaubnis des Bischofs von Tours einen Verein mit dem Namen Espero Katolika gründete. Es gelang ihm jedoch nicht, den Verein nach französischem Recht registrieren zu lassen. Im folgenden Jahr gründete Peltier die Zeitschrift gleichen Namens. Die offizielle Gründung der IKUE erfolgte erst 1910, ein Jahr nach dem Tod Peltiers, im Rahmen des ersten katholischen Esperanto-Kongresses in Paris.
Der Kongress fand seitdem in nahezu jedem Jahr statt. Nachdem das Zweite Vatikanische Konzil die ökumenische Verpflichtung der Katholischen Kirche betonte, wurde der Kongress im Jahr 1968 erstmals gemeinsam mit dem protestantischen Schwesterverband der IKUE, dem Internationalen Christlichen Esperanto-Bund KELI, als Ökumenischer Esperanto-Kongress organisiert.
Ein wichtiges Ereignis für den Verband war die Herausgabe der Bibel in Esperanto (Altes und Neues Testament) im Jahr 1926. Die Übersetzung der deuterokanonischen Schriften wurde jedoch erst im Jahr 1997 der Esperanto-Bibel hinzugefügt.
Schirmherr des Verbands ist seit 1995 der Erzbischof von Prag, Miloslav Kardinal Vlk, der selbst als Jugendlicher Esperanto gelernt hatte.
Papst Johannes Paul II. begann 1994, seine Oster- und Weihnachtsgrüße stets auch auf Esperanto zu sprechen. Papst Benedikt XVI. setzte an Ostern 2006 diese Tradition seines Vorgängers fort.
Seit 1977 sendet Radio Vatikan regelmäßig auf Esperanto; heute werden viermal wöchentlich drei verschiedene Sendungen in Esperanto ausgestrahlt.
Am 8. November 1990 approbierte der Vatikan die Texte für die Feier der Heiligen Messe in Esperanto. Das römische Messbuch (Messbuch und Lektionar für Sonn- und Feiertage) mit vatikanischem Imprimatur erschien schließlich 1995.
Am 11. Februar 1992 erfolgte die offizielle Anerkennung als Vereinigung von Gläubigen päpstlichen Rechts, die durch Dekret des Päpstlichen Rates für die Laien in die Liste der geistlichen Laiengemeinschaften aufgenommen wurde.